# Automotrice électrique
Ne doit pas être confondu avec Autorail ou Rame automotrice.
 (juin 2017).
Si vous disposez d'ouvrages ou d'articles de référence ou si vous connaissez des sites web de qualité traitant du thème abordé ici, merci de compléter l'article en donnant les références utiles à sa vérifiabilité et en les liant à la section « Notes et références ».

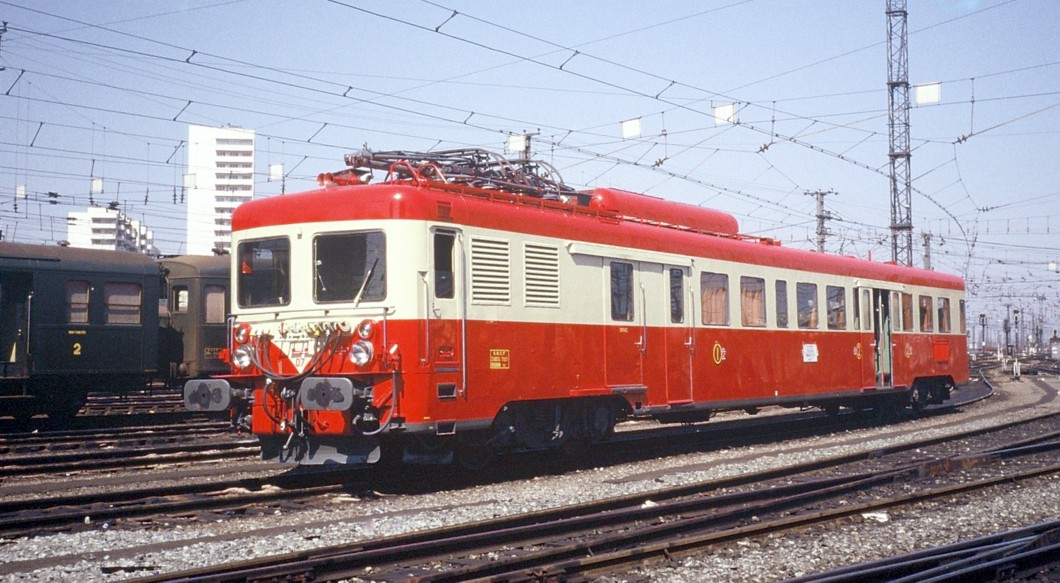
Automotrice Z 7100 de la SNCF (France)

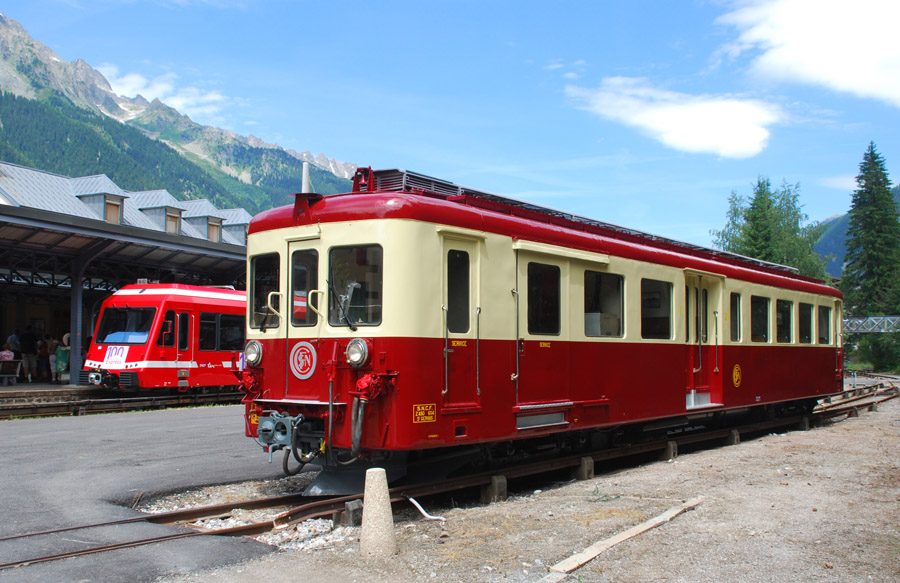
Au premier plan, une automotrice réformée (ici un Z 600) de la SNCF (France)

Une automotrice électrique est un véhicule automoteur à traction électrique, composé d'une seule caisse et aménagé pour le transport de sa chargeur utile (généralement des passagers). Elle peut être alimentée par caténaire ou troisième rail. Elle se distingue ainsi des automotrices à vapeur ou des automoteurs Diesel appelés autorails. Il existe aussi des automotrices bimodes (ou hybrides).
Le terme automotrice est réservé à un véhicule à caisse unique, pouvant être utilisé seul ou tractant une ou plusieurs remorques. Pour les rames indéformables, on parle de rames automotrices ou d'éléments automoteurs quand ils sont couplables. De même, si le véhicule automoteur est conçu pour être utilisé couramment en unités multiples, c'est-à-dire en formant des rames automotrices, on parle alors d'unité simple ou élément automoteur simple.